# Jan Rymarczyk
Jan Rymarczyk (ur. 2 września 1944 w Bieńkówce) – polski ekonomista, nauczyciel akademicki i samorządowiec, profesor nauk ekonomicznych.

## Życiorys
W 1967 ukończył studia w Wyższej Szkole Ekonomicznej we Wrocławiu. Od połowy lat 70. zawodowo związany z tą uczelnią (działającej następnie jako Akademia Ekonomiczna, a od 2008 jako Uniwersytet Ekonomiczny), uzyskiwał na niej stopnie doktora i doktora habilitowanego. W 1996 otrzymał tytuł profesora nauk ekonomicznych. Został kierownikiem Katedry Międzynarodowych Stosunków Gospodarczych na Wydziale Nauk Ekonomicznych macierzystej uczelni. Objął też stanowisko profesora w Wyższej Szkole Bankowej w Poznaniu. Był także wykładowcą na Westfalskim Uniwersytecie Wilhelma w Münsterze.
Odbywał staże naukowe m.in. w Berlinie i Londynie oraz w Stanach Zjednoczonych. Opublikował jako autor i współautor około 150 prac naukowych.
Zajął się też prowadzeniem firmy doradczej, w 2004 był sekretarzem rady nadzorczej KGHM Polska Miedź S.A. Wieloletni działacz Stowarzyszenia „Ordynacka”.
Należał do Sojuszu Lewicy Demokratycznej, z ramienia którego 2002 i 2006 z ramienia był wybierany na radnego sejmiku dolnośląskiego (ponadto w 2001 i 2005 bez powodzenia kandydował do Sejmu, a w 2004 w wyborach uzupełniających do Senatu). W III kadencji sejmiku pełnił przez ponad rok funkcję wiceprzewodniczącego. Odszedł z SLD, a w lipcu 2008 został członkiem klubu radnych Platformy Obywatelskiej. Nie uzyskał reelekcji w 2010.

## Odznaczenia
Odznaczony Krzyżem Kawalerskim (1998) i Oficerskim (2005) Orderu Odrodzenia Polski.

## Wybrane publikacje
- Handel zagraniczny. Organizacja i technika (red.), 2000.
- Internacjonalizacja i globalizacja przedsiębiorstwa, 2004.
- Internacjonalizacja przedsiębiorstwa, 1996.
- Międzynarodowe stosunki gospodarcze (red.), 2006.
- Migracja siły roboczej do krajów EWG i jej konsekwencje społeczne, 1986.
- Stabilizacja globalnych rynków finansowych, 2003.
- Biznes międzynarodowy, 2012.